# معادلة فلاسوف
معادلة فلاسوف هي معادلة تفاضلية تصف التطور الزمني لدالة توزيع البلازما تتكون من جسيمات مشحونة مع تفاعل طويل المدى (على سبيل المثال، كولوم).
سميت هذه المعادلة هكذا نسبة إلى عالم الفيزياء الروسي أناطولي فلاسوف، وكان قد اقترح هذه المعادلة لأول مرة لوصف البلازما في عام 1938  (انظر أيضا ) ناقشها في كتاب بالتفصيل وفي وقت لاحق.